# 2014 PN70
2014 PN70 (auch g12000JZ, g1 und NASA-intern PT3) ist ein transneptunisches Objekt aus dem klassischen Kuipergürtel (Cubewano) in der äußersten Region des Sonnensystems und misst etwa 40 Kilometer im Durchmesser. Das Objekt wurde erstmals am 6. August 2014 vom Hubble-Weltraumteleskop beobachtet und war als Vorbeiflugziel für die New-Horizons-Sonde vorgeschlagen, bis 2015 das alternative Ziel 2014 MU69 (endgültiger Name: (486958) Arrokoth) endgültig ausgewählt wurde.

## Entdeckung und Benennung

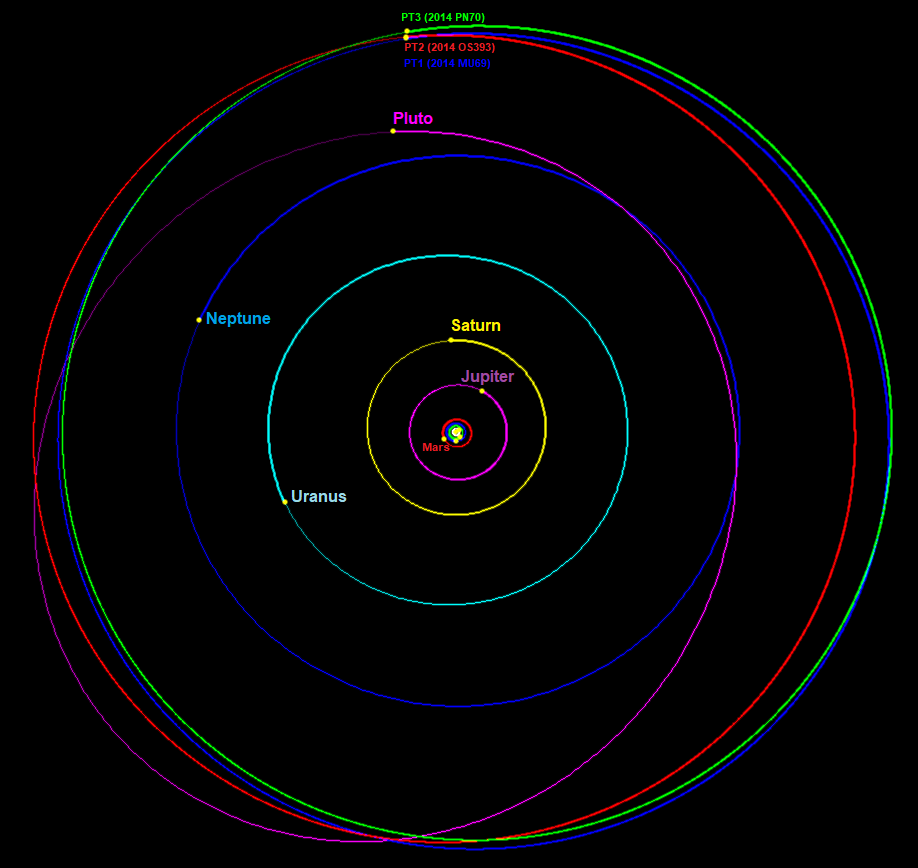
Der Orbit von New Horizons mit den potentiellen Zielen 1-3. 2014 PN_{70} ist in grün, 2014 OS_{393} (PT2) ist in rot und (486958) Arrokoth (PT1) ist in blau.

2014 PN70 wurde während einer Beobachtungskampagne entdeckt, die nach KBOs (Objekte im Kuipergürtel) als Ziele für die New Horizons-Sonde suchen sollte. Die Beobachtungen begannen im Juni 2014 und wurden im Juli und August intensiviert. Sie wurden mithilfe des Hubble-Weltraumteleskops durchgeführt. Die scheinbare Helligkeit des Objekts von 26,4 mag ist zu schwach, um von bodengestützten Teleskopen beobachtet zu werden. 
2014 PN70 wurde erstmals in Beobachtungen am 6. August 2014 entdeckt und zu dieser Zeit als g12000JZ bezeichnet, kurz g1. Es wurde von der NASA im Oktober 2014 als potenzielles Ziel der New Horizons-Sonde benannt und als PT3 bezeichnet. Die offizielle vorläufige Bezeichnung, 2014 PN70, wurde erst im März 2015 vom Minor Planet Center vergeben, nachdem bessere Umlaufbahninformationen verfügbar waren.

## Klassifikation
2014 PN70 ist ein transneptunisches Objekt. Insbesondere handelt es sich um ein nicht resonantes klassisches Kuipergürtelobjekt (auch als Cubewano genannt). Es umkreist die Sonne in einem Abstand von 42,1–46,6 AE alle 295 Jahre und 4 Monate (107.886 Tage; Hauptachse 44,4 AE). Seine Umlaufbahn hat eine Exzentrizität von 0,05 und eine Inklination von 4° zur Ekliptik. Dies macht es zu einem typischen Mitglied der sogenannten cold population. Diese Objekte machen die Mehrheit der Cubewanos aus und haben niedrige Inklinationen (unter 5°) und nahezu kreisförmige Umlaufbahnen.
Der zur Ermittlung der Bahn des Objekts verwendete Messungen beginnen mit einer Untersuchung, die das New Horizons KBO Search Team mit dem Subaru-Teleskop am Mauna-Kea-Observatorium auf Hawaii, sechs Wochen vor seiner offiziellen ersten Beobachtung durch Hubble durchgeführt hat.

## Physikalische Eigenschaften
2014 PN70 hat einen Durchmesser von ungefähr 35–55 km, basierend auf einer geschätzten Albedo zwischen 0,04 und 0,10. Der Astronom Marc Buie gibt eine ähnliche Schätzung von 30 bis 55 km an, und das Johnston's archive berechnete einen Durchmesser von 39 km. Basierend auf der generischen Umrechnung von Helligkeit zu Durchmesser misst das Objekt 44 km bei einer absoluten Helligkeit von 10,3 mag und einer angenommenen Albedo von 0,07.

## Erforschung

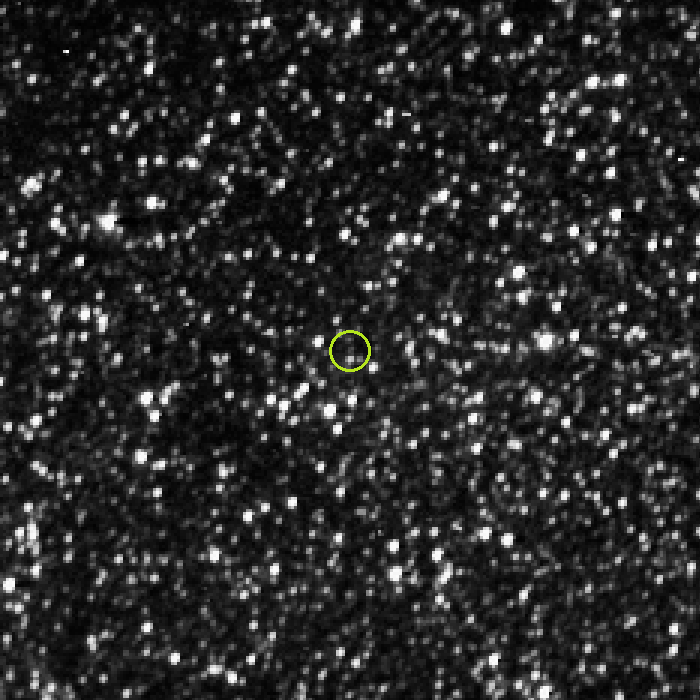
2014 PN70, aufgenommen im Januar 2019 von der Raumsonde New Horizons aus einer Entfernung von 93 Millionen km

Nach dem Vorbeiflug an Pluto wurde die Raumsonde New Horizons in Richtung eines weiteren Kuipergürtelobjekts gesteuert. Mehrere potenzielle Ziele wurden geprüft. 2014 PN70 (PT3) galt nach 2014 MU69 (PT1) als zweite Wahl, da für die Durchführung eines Vorbeiflugs mehr Kraftstoff benötigt wurde. 2014 OS393 (PT2) wurde bereits nicht mehr als potenzielles Ziel in Betracht gezogen. Am 28. August 2015 gab das New-Horizons-Team die Auswahl von 2014 MU69 als nächstes Vorbeiflugziel bekannt. 
2014 PN70 ist eines der Objekte, die New Horizons im Rahmen seiner erweiterten Kuipergürtel-Mission, der Kuiper Belt Extended Mission, aus größerer Entfernung beobachtet hat. Die Raumsonde passierte im März 2019 die 2014 PN70 in einer Entfernung von ca. 0,1 AE (15 Millionen km). Damit ist 2014 PN70 nach 2014 MU69 und 2014 OS393 das drittnächste von New Horizons beobachtete KBO. New Horizons machte seine ersten Beobachtungen von 2014 PN70 am 5. Januar 2019 aus einer Entfernung von 92,7 Millionen km.
Die Beobachtungen können dazu verwendet werden, um die Rotationsperioden und Oberflächeneigenschaften dieser Objekte zu bestimmen und nach möglichen Satelliten zu suchen. Die entfernten KBO-Beobachtungen liefern einen wichtigen Kontext für die Daten, die während des Vorbeiflugs von 2014 MU69 gesammelt wurden. Bei der nächsten Annäherung wird 2014 PN70 zwischen 0,4 und 0,75 Bogensekunden lang sein, was ungefähr der scheinbaren Größe von (1) Ceres von der Erde entspricht.